# Едногодишно растение
Eдногодишното растение (на латински: Annua planta) е растение, което живее в продължение на една година, т.е. завършва жизнения си цикъл за една година. Примери за такива растения са: зърнено-бобовите култури (фасул, соя, грах, леща, нахут, бакла), царевицата, пшеницата, оризът, марулята и динята.
Има много двугодишни растения (Stimulant trieterica Baccho plantis), които се отглеждат заради корените или листата им. Тогава и те приключват жизнения си цикъл за една година. Такива са: целината, морковите, магданоза, цвеклото, зелето и др.